# Joaquim Rodríguez
Joaquim Rodríguez Oliver (ur. 12 maja 1979 w Parets del Vallès) – hiszpański kolarz szosowy, dwukrotny medalista mistrzostw świata, trzykrotny zwycięzca UCI World Tour oraz mistrz Hiszpanii. Specjalizował się w krótkich i stromych podjazdach. Dobrze radził sobie w wyścigach jednodniowych, klasycznych. Jego słabą stroną była jazda indywidualna na czas.

## Kariera
Jego pierwszym sukcesem było wygranie Escalada a Montjuic w 2001 roku. W tym samym sezonie był trzeci w Subida a Urkiola. Rok później wygrał 8. etap Vuelta a España. Wcześniej również był najszybszy na 6. etapie Paryż-Nicea. W 2005 roku był drugi w Vuelta a Burgos, przegrywając tylko z Juanem Carlosem Domínguezem. W prestiżowym hiszpańskim klasyku Clásica de San Sebastián na mecie wyprzedził go tylko jego rodak i ówczesny kolega z drużyny Constantino Zaballa. W tym także roku wygrał Subida a Urkiola oraz klasyfikację górską Vuelta a España. W 2007 roku został mistrzem Hiszpanii w wyścigu ze startu wspólnego. Wygrał również GP Villafranca de Ordizia i Klasika Primavera. W następnym roku pokazał, że jest jednym z nielicznych hiszpańskich kolarzy, który dobrze się czuje w północnych klasykach. Zajął ósme miejsce w belgijskich Liège-Bastogne-Liège, La Flèche Wallonne oraz holenderskim Amstel Gold Race. 16 lipca 2010 wygrał 12. etap największego kolarskiego wyścigu na świecie Tour de France.
Na mistrzostwach świata w Mendrisio w 2009 roku wywalczył brązowy medal w wyścigu ze startu wspólnego. W zawodach tych wyprzedzili go tylko Australijczyk Cadel Evans i Rosjanin Aleksandr Kołobniew. W tej samej konkurencji był drugi na mistrzostwach świata we Florencji w 2013 roku, gdzie lepszy był tylko Portugalczyk Rui Costa. Ponadto trzykrotnie zwyciężał w klasyfikacji generalnej UCI World Tour (w sezonach 2010, 2012 i 2013).
Joaquim Rodriguez zdecydował o zakończeniu kariery w grudniu 2016 roku.

## Najważniejsze osiągnięcia
2001
- 1. miejsce w Escalada a Montjuic
- 3. miejsce w Subida a Urkiola

2003
- 1. miejsce na 8. etapie Vuelta a España
- 1. miejsce na 6. etapie Paryż-Nicea

2004
- 1. miejsce w Setmana Catalana de Ciclisme

2005
- 1. miejsce w klasyfikacji górskiej Vuelta a España
- 1. miejsce w Subida a Urkiola
- 2. miejsce w Clásica de San Sebastián
- 2. miejsce w Vuelta a Burgos

2006
- 1. miejsce na 5. etapie Paryż-Nicea

2007
- 1. miejsce w mistrzostwach Hiszpanii (start wspólny)
- 1. miejsce w Klasika Primavera
- 1. miejsce w GP Villafranca de Ordizia

2008
- 1. miejsce na 3. etapie Tirreno-Adriático
- 6. miejsce w Vuelta a España

2009
- 1. miejsce na 4. etapie Tirreno-Adriático
- 1. miejsce na 2. etapie Vuelta a Burgos
- 2. miejsce w Liège-Bastogne-Liège
- 2. w GP Villafranca de Ordizia
- 3. miejsce w mistrzostwach świata (start wspólny)
- 7. miejsce w Vuelta a España

2010
- 1. miejsce w UCI World Ranking
- 1. miejsce w Volta a Catalunya
- 1. miejsce w Grand Prix Miguel Indurain
- 1. miejsce na 5. etapie Vuelta al País Vasco
- 2. miejsce w La Flèche Wallonne
- 8. miejsce w Tour de France
  - 1. miejsce na 12. etapie
- 4. miejsce w Vuelta a España
  - 1. miejsce na 14. etapie

2011
- 1. miejsce na 1. etapie Vuelta al País Vasco
- 2. miejsce w Amstel Gold Race
- 2. miejsce w La Flèche Wallonne
- 5. miejsce w Giro d’Italia
- 1. miejsce na 6. i 7. etapie Critérium du Dauphiné
  -  1. miejsce w klasyfikacji punktowej
  -  1. miejsce w klasyfikacji górskiej
- 1. miejsce w Vuelta a Burgos
- 1. miejsce na 5. i 8. etapie Vuelta a España
- 3. miejsce w Giro di Lombardia

2012
- 1. miejsce na 6. etapie Tirreno-Adriático
- 2. miejsce w Vuelta al País Vasco
  - 1. miejsce na 4. i 5. etapie
- 1. miejsce w La Flèche Wallonne
- 2. miejsce w Giro d’Italia
  - 1. miejsce na 10. i 17. etapie
  -  1. miejsce w klasyfikacji punktowej
- 3. miejsce w Vuelta a España
  - 1. miejsce na 6., 12. i 14. etapie
  - koszulka lidera przez 13 etapów
- 1. miejsce w Giro di Lombardia
- 1. miejsce w klasyfikacji UCI World Tour

2013
- 1. miejsce w Giro di Lombardia
- 1. miejsce na 19. etapie Vuelta a España
- 1. miejsce na 5. etapie Tirreno-Adriático
- 2. miejsce w mistrzostwach świata (start wspólny)
- 2. miejsce w Volta a Catalunya
- 2. miejsce w Liège-Bastogne-Liège
- 3. miejsce w Tour de France
- 4. miejsce w Tour of Oman
  - 1. miejsce na 4. etapie
- 6. miejsce w La Flèche Wallonne
- 4. miejsce w Vuelta a España
- 1. miejsce w klasyfikacji UCI World Tour

2014
- 1. miejsce w Volta a Catalunya
  - 1. miejsce na 3. etapie
- 3. miejsce w Clásica de San Sebastián
- 4. miejsce w Vuelta a España

2015
- 1. miejsce w Vuelta al País Vasco
  - 1. miejsce na 3. i 4. etapie
  -  1. miejsce w klasyfikacji punktowej
- 4. miejsce w La Flèche Wallonne
- 3. miejsce w Liège-Bastogne-Liège
- 8. miejsce w Critérium du Dauphiné
- 1. miejsce na 3. i 12. etapie Tour de France
- 5. miejsce w Clásica de San Sebastián
- 2. miejsce w Vuelta a España
  - 1. miejsce na 15. etapie
  -  1. miejsce w klasyfikacji kombinowanej
  - koszulka lidera przez 1 etap

2016
- 5. miejsce na Letnich Igrzyskach Olimpijskich (start wspólny)
- 8. miejsce w Liège-Bastogne-Liège
- 5. miejsce w Vuelta al País Vasco
- 4. miejsce w Clásica de San Sebastián
- 7. miejsce w Tour de France

## Starty w Wielkich Tourach
| Grand Tour | 2001 | 2002 | 2003 | 2004 | 2005 | 2006 | 2007 | 2008 | 2009 | 2010 | 2011 | 2012 | 2013 | 2014 | 2015 | 2016 |
| ---------- | ---- | ---- | ---- | ---- | ---- | ---- | ---- | ---- | ---- | ---- | ---- | ---- | ---- | ---- | ---- | ---- |
| Giro       | 80.  | -    | -    | -    | 80.  | -    | -    | 17.  | DSF  | -    | 4.   | 2.   | -    | DSF  | -    | -    |
| Tour       | -    | -    | -    | -    | -    | -    | -    | -    | -    | 7.   | -    | -    | 3.   | 54.  | 29.  | 7.   |
| Vuelta     | -    | -    | 26.  | 42.  | 37.  | 17.  | -    | 6.   | 7.   | 4.   | 19.  | 3.   | 4.   | 4.   | 2.   | -    |